# Liste der Kulturgüter in Penthaz
Die Liste der Kulturgüter in Penthaz enthält alle Objekte in der Gemeinde Penthaz im Kanton Waadt, die gemäss der Haager Konvention zum Schutz von Kulturgut bei bewaffneten Konflikten, dem Bundesgesetz vom 20. Juni 2014 über den Schutz der Kulturgüter bei bewaffneten Konflikten sowie der Verordnung vom 29. Oktober 2014 über den Schutz der Kulturgüter bei bewaffneten Konflikten unter Schutz stehen.
Objekte der Kategorien A und B sind vollständig in der Liste enthalten, Objekte der Kategorie C fehlen zurzeit (Stand: 13. Oktober 2021).

## Kulturgüter
| Foto |                                                                                  | Objekt | Kat. | Typ | Standort                            | Beschreibung |
| ---- | -------------------------------------------------------------------------------- | --- | ---- | --- | ----------------------------------- | ------------ |
| ja   | Datei hochladen · Wikidata zu Archivzentrum des Schweizer Filmarchivs (Q2945048) | Schweizer Filmarchiv, Forschungs- und Archivierungszentrum / Cinémathèque suisse, centre de recherche et d’archivage KGS-Nr.: 8948 | A    | S   | Chemin de la Vaux 1 530850 / 161601 |              |
| BW   | Datei hochladen · Wikidata zu (Q29891413)                                        | Schloss mit Anbau und Springbrunnen / Château avec annexe et fontaine KGS-Nr.: 6407                                                | B    | G   | Route de Daillens 2 531003 / 161467 |              |
| ja   | Datei hochladen · Wikidata zu Eglise réformée Saint-Maurice (Q29891418)          | Reformierte Kirche Saint-Maurice / Église réformée Saint-Maurice KGS-Nr.: 6408                                                     | B    | G   | Rue du Four 7 531070 / 161401       |              |
| BW   | Datei hochladen · Wikidata zu (Q29891415)                                        | Pfarrhaus / Cure KGS-Nr.: 14719 | B    | G   | Rue du Four 8 531059 / 161442       |              |